# Wilson Tucker

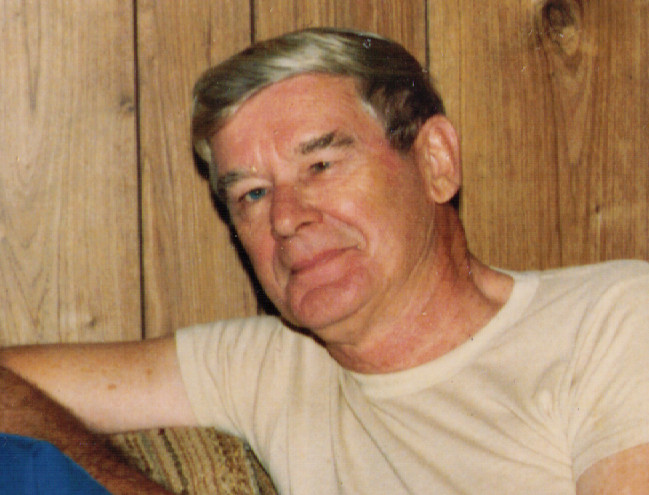
Wilson Tucker

Arthur Wilson "Bob" Tucker (23 november 1914 - 6 oktober 2006) was een Amerikaanse schrijver van onder meer mystery en sciencefiction onder de naam Wilson Tucker.
Onder de naam Bob Tucker schreef hij in fanzines over sciencefiction-fandom en werd een vooraanstaand analist en criticus van het genre. Hij heeft onder andere de term space opera geïntroduceerd.
- Bibsys: 13069913
- Biblioteca Nacional de España: XX1721491
- Bibliothèque nationale de France: cb126432268 (data)
- Catàleg d'autoritats de noms i títols de Catalunya: 981058514174006706
- CiNii: DA10961545
- Gemeinsame Normdatei: 1121607535
- International Standard Name Identifier: 0000 0000 8412 6911
- Library of Congress Control Number: n79015706
- Bibliotheek van het Japanse parlement: 00459204
- Nationale Bibliotheek van Israël: 987007527116405171
- Nederlandse Thesaurus van Auteursnamen: 07190588X
- Réseau des bibliothèques de Suisse occidentale: 02-A003914260
- SNAC: w6c41cn2
- Système universitaire de documentation: 157683583
- Virtual International Authority File: 115744074
- WorldCat: E39PBJkxJXcQrYBH9xdjjr8KVC